# Ночь без птиц
«Ночь без птиц» (латыш. «Nakts bez putniem») — художественный фильм (мелодрама), снятый на Рижской киностудии в 1979 году.

## Сюжет
Илзе и Янис знали друг друга всю жизнь. С самого детства в посёлке их дразнили женихом и невестой, и свадьба молодых людей ни для кого не стала сюрпризом. Но совместная жизнь оказалась слишком сложной и тяжёлой для обоих. Постоянные упрёки и недоверие Яниса сближают Илзе с Тобиасом, дирижёром местного хора. Не видя смысла в своём браке, они  со скандалом расходятся. Янис уезжает в Ригу, а Илзе остается жить с Тобиасом и рожает сына. Через несколько лет Янис возвращается в посёлок, он всё ещё любит свою Илзе, но не может простить её измену. Все меняется после смерти любовника Илзе, который больше не стоит между супругами…

## В ролях
- Лилита Озолиня — Илзе
- Улдис Думпис — Янис
- Имантс Скрастиньш — Тобиас
- Аквелина Ливмане — Паула
- Карлис Себрис — председатель колхоза
- Эвалдс Валтерс — Кракштис
- Майя Ренскумберга — Дзинтра
- Люция Баумане — Кракштиене
- Юрис Каминскис — Крист
- Эрика Ферда — жена председателя

## Съёмочная группа
- Режиссёр: Гунар Цилинский
- Авторы сценария: Гунар Цилинский, Эгонс Ливс
- Оператор: Гвидо Скулте
- Художник: Улдис Паузерс
- Композитор: Имантс Калныньш
- Звукорежиссёр: Глеб Коротеев